# Enuma Elish

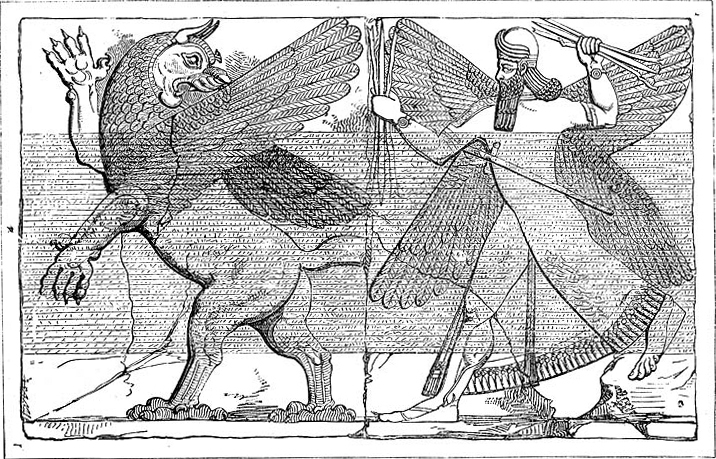
Relevo assírio mostrando a luta de Marduque com Tiamat

O Enûma Eliš é o mito de criação babilônico. Foi descoberto por Austen Henry Layard em 1849 (em forma fragmentada) nas ruínas da Biblioteca de Assurbanípal em Nínive (Mossul, Iraque), e publicado por George Smith em 1876.

## O Poema
O Enûma Eliš tem cerca de mil linhas escritas em babilônico antigo sobre sete tábuas de argila, cada uma com cerca de 115 a 170 linhas de texto. A maior parte do Tablete V nunca foi recuperado, mas com exceção desta lacuna o texto está quase completo, principalmente porque uma cópia duplicada do Tablete V foi encontrada em Sultantepe, antiga Huzirina, localizada perto da moderna cidade de Şanlıurfa na Turquia. 
Este épico é uma das fontes mais importantes para a compreensão da cosmovisão babilônica, centrada na supremacia de Marduque e da criação da humanidade para o serviço dos deuses. Seu principal propósito original, no entanto, não é uma exposição de teologia ou teogonia, mas a elevação de Marduque, o deus chefe da Babilônia, acima de outros deuses da Mesopotâmia.
O Enûma Eliš possui várias cópias na Babilônia e Assíria. A versão da Biblioteca de Assurbanípal data do século VII a.C. A composição do texto, provavelmente, remonta a Idade do Bronze, nos tempos de Hamurabi ou talvez o início da era cassita (cerca de século XVIII a XVI a.C.), embora alguns estudiosos favoreçam uma data posterior a 1100 a.C.
Dadas as suas enormes semelhanças com a narração bíblica do Génesis, várias discussões têm surgido sobre o ambiente literário que influênciou ambas narrativas. Para a cultura babilónica, o Enuma Elish explica a origem do poder real, a sua natureza, a permanência da instituição e a sua legitimidade. A realeza humana e terrena tem a sua origem na realeza divina. A divindade continuará a ser o verdadeiro rei e também o modelo a imitar pelo rei terreno. A existência de um modelo divino impõe limites à realeza humana.

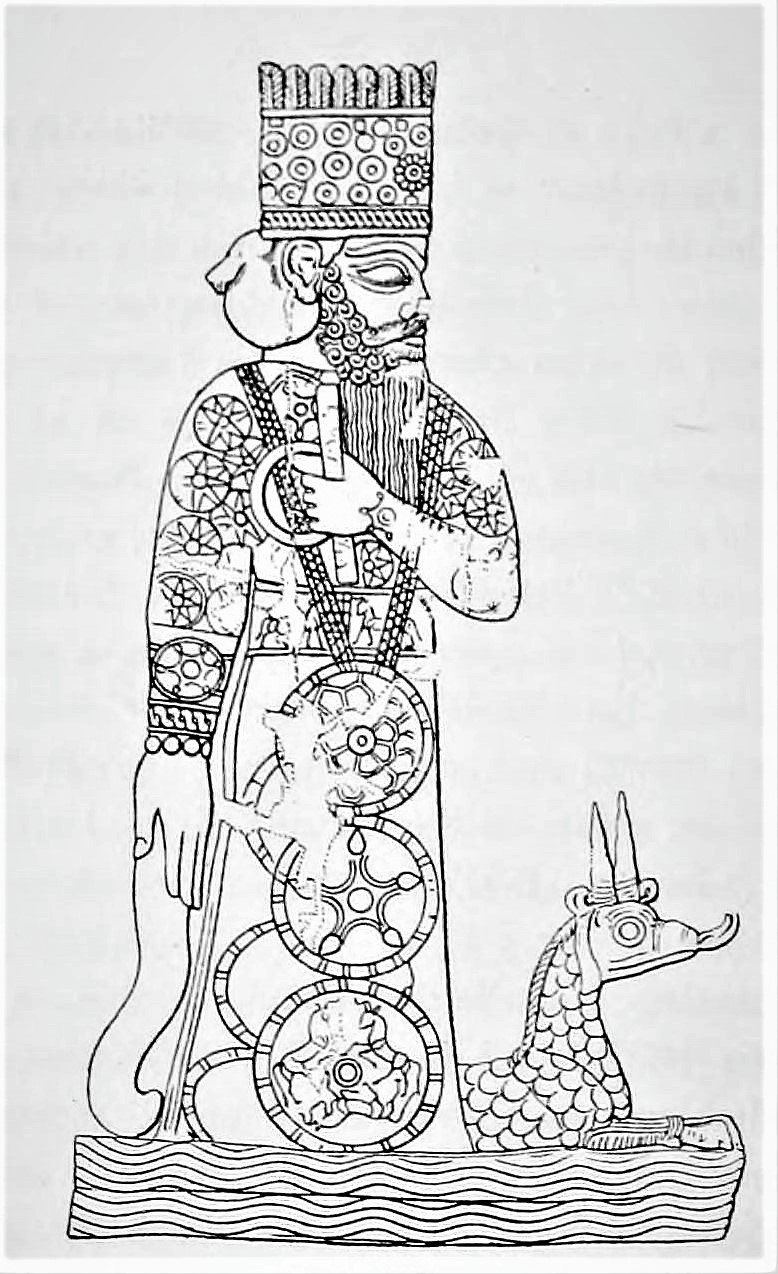
O deus Marduque

## Sinopse
Quando os sete tabletes foram descobertos pela primeira vez, as evidências indicavam que ele fora usado em um "ritual", significando que ele era recitado durante uma cerimônia ou comemoração. Essa festa é agora conhecida como o festival de Akitu, ou o ano novo babilônico. Esta, fala da criação do mundo e do triunfo de Marduque sobre Tiamat, e como se relaciona com ele tornando-se o rei dos deuses. Então segue-se uma invocação a Marduque por seus cinquenta nomes.
O título, significando "quando no alto" é o incipit. 
O primeiro tablete começa:

### Tábua I
Texto inicial:
| e-nu-ma e-liš la na-bu-ú šá-ma-mu šap-liš am-ma-tum šu-ma la zak-rat ZU.AB-ma reš-tu-ú za-ru-šu-un mu-um-mu ti-amat mu-al-li-da-at gim-ri-šú-un A.MEŠ-šú-nu iš-te-niš i-ḫi-qu-ú-šú-un gi-pa-ra la ki-is-su-ru su-sa-a la she-'u-ú e-nu-ma dingir la šu-pu-u ma-na-ma | "Quando no alto não se nomeava o céu, e em baixo a terra não tinha nome, do oceano primordial (Apsu), seu pai; e da tumultuosa Tiamate, a mãe de todos, suas águas se fundiam numa, e nenhum campo estava formado, nem pântanos eram vistos; quando nenhum dos deuses tinha sido chamado a existência, |

Os vários deuses representam aspectos do mundo físico. Apsu é o Deus da água doce e Tiamat, sua esposa, é a Deusa do mar e, consequentemente, do caos e da ameaça. A partir deles, vários deuses são criados. Estes novos deuses são demasiado tumultuosos e Apsu decide matá-los. Ea, também conhecido por Enqui, descobre o plano, antecipa-se e mata Apsu. Posteriormente, Danquina, esposa de Ea, dá à luz Marduque. Entretanto, Tiamate, que estava sem reação, como que inerte, é despertada pelos filhos, e enraivecida pelo assassinato de seu marido jura vingança e cria onze monstros para executar uma vingança. Tiamate casa com Quingu e o consagra à frente de seu novo exército, planejando tambem que seja ele o novo governante dos deuses e reine sobre os Anunáqui.

### Tábua II
As forças que Tiamat reuniu preparam-se para a vingança. Entretanto Ea descobre o plano e confronta-a. Numa zona danificada da tábua é aparente a derrota de Ea. Anu desafia-a, mas tem o mesmo destino. Os deuses começam a temer que ninguém será capaz de deter Tiamat.

### Tábua III
Gaga, ministro de Assur, é encarregado de vigiar as atividades de Tiamat e de os informar da vontade de Marduque de a enfrentar.

### Tábua IV
O conselho dos deuses testa os poderes de Marduque. Depois de passar o teste, o conselho entrega o trono a Marduque e encarrega-o de lutar com Tiamat. Com a autoridade do conselho, reúne as armas, os quatro ventos e ainda os sete ventos da destruição, e segue para o confronto. Depois de prender Tiamat numa rede, liberta o Vento do Mal contra ela. Incapacitada, Marduque mata-a com uma seta no coração, capturando os deuses e monstros aliados. Marduque divide o corpo de Tiamat, usando metade para criar a terra e a outra metade para criar o céu.

### Tábua V
Marduque cria residências para os outros deuses. À medida que estes vão ocupando o seu lugar vão sendo criados os dias, meses e estações do ano. As fases da Lua determinam o ciclo dos meses. Da saliva de Tiamat, Marduque cria a chuva. A cidade da Babilónia é criada sob a protecção do rei Marduque.

### Tábua VI
Marduque decide criar os seres humanos mas precisa de sangue para os criar, mas apenas um dos deuses poderá morrer, o culpado de lançar o mal sobre os deuses. Marduque consulta o conselho e descobre que quem incitou a revolta de Tiamat foi o seu marido, Kingu. Mata-O e usa seu sangue para criar o Homem, de forma a que este sirva de criado dos deuses. Em honra a Marduque, os deuses constroem-lhe uma casa na Babilónia, havendo um grande festim para os deuses quando terminada.

### Tábua VII
Continuação do louvor a Marduque como chefe da Babilónia e pelo seu papel na criação. Instruções às pessoas para estas relembrarem os feitos de Marduque. Neste louvor surgem os 50 nomes de Marduque.

## Comparação com o Livro do Génesis
São várias as similaridades entre a história da criação no Enuma Elish e a história da criação no Livro do Génesis. O Génesis descreve seis dias de criação, seguido de um dia de descanso, enquanto que o Enuma Elish descreve a criação de seis deuses e a escravização do homem, para que os deuses tenham um dia de descanso. Em ambos a criação é feita pela mesma ordem, começando na Luz e acabando no Homem. A deusa Tiamat é comparável ao Oceano no Génesis, sendo que a palavra hebraica para oceano tem a mesma raiz etimológica que Tiamat.
Estas semelhanças levaram a que muitos estudiosos tivessem chegado à conclusão que ou ambos os relatos partilham a mesma origem, ou então uma delas é uma versão transformada da outra.

## Edições e traduções
- - Alexander Heidel, "Babylonian     Genesis" (1951) (google books link)
  - Anton Deimel, Enûma Eliš     (1936).
  - Arvid S. Kapelrud, The Mythological     Features in Genesis Chapter I and the Author's Intentions, Vetus     Testamentum (1974) (jstor link).
  - B. Landsberger, J. V. Kinnier Wilson, The     Fifth Tablet of Enuma Eliš, Journal of Near Eastern Studies (1961).
  - D. D. Luckenbill, The     Ashur Version of the Seven Tablets of Creation, The American Journal     of Semitic Languages and Literatures, Vol. 38, No. 1 (Oct., 1921), pp. 12-35     .
  - Enûma Eliš em língua portuguesa, versão     baseada na tradução para o inglês de N. K Sandars da versão     assíria do texto.
  - F. N. H. Al-Rawi, J. A.     Black, A New Manuscript of Enūma Eliš, Tablet VI, Journal of     Cuneiform Studies (1994).
  - L. W. King, Enûma Eliš:     The Seven Tablets of Creation, London (1902); 1999 reprint ISBN 978-1585090433; 2002 reprint ISBN 1402159056.
  - Seven Tablets of Creation, Luzac's Semitic Text and Translation Series, No 12 & 13, ISBN 978-0404113445 (1973).
  - The Seven Tablets of Creation, The     Babylonian Legends of Creation, by E. A. Wallis Budge, (1921).
  - W. C. Lambert, S. B.     Parker, Enûma Eliš. The Babylonian Epic of Creation, Oxford (1966).
  - Epopeia da criação: Enuma Eliš. Traduzido por Jacyntho Lins Brandão 1 ed. [S.l.]: Autêntica. 2022. 432 páginas. ISBN 978-6559282012